# Крамме
Крамме (нем. Cramme) — община в Германии, в земле Нижняя Саксония.
Входит в состав района Вольфенбюттель. Подчиняется управлению Одервальд. Население составляет 950 человек (на 31 декабря 2010 года). Занимает площадь 12,45 км².

## История

### Предыстория
Самые ранние находки датируются неолитическим периодом. Более 10000 лет назад на территории Крамме жили люди. Этот факт подтверждают исторические находки железных оружий. Во время правления римлян на месте современного города жили Фосы. В 531 году с земли были изгнаны франками и саксами здесь живущие тюринги. В последствии король франков Хлодвиг I. поблагодарил саксов землёй к северу от Гарца и к западу от Окера. Здесь-же они построили первые укрепления, которые до сих пор являются основой крепости Крамме.

### После основания
Сама деревня как Крамме впервые упомянута в 1150 году. Сегодняшний населенный пункт Крамме образовался лишь в 1000 году. Деревня состояла из двух частей; территории деревни и территории монастыря Хайнинген. Вплоть до 19-го века владельцы земель Саксонии оставались владельцами деревни и крепости. В 1730 году состоялся пожар, который стал основанием основания страховки от пожара. В 1813 году многие крепостные крестьяне выкупались у своих помещиков для независимости деревни. Вскоре, в 1857 году, недалеко от деревни был построен сахарный завод.
| Год  | Население |
| ---- | --------- |
| 1990 | 893       |
| 1995 | 872       |
| 2000 | 936       |
| 2005 | 952       |
| 2010 | 968       |